# Diego Hoces
Diego Hoces (Malaga, 1490? – Padova, 13 marzo 1538) è stato un gesuita spagnolo.

## Biografia
Il sacerdote andaluso Diego Hoces conobbe Ignazio di Loyola ad Alcalá de Henares e lo incontrò nuovamente a nel 1536 a Venezia, da dove Ignazio contava di potersi imbarcare per la Terra santa. Intenzionato a fare gli esercizi spirituali sotto la direzione di Ignazio, Diego Hoces chiese il parere di Gianpietro Carafa, il quale gli consigliò di portare con sé alcuni libri per essere in grado di confutare le eventuali affermazioni eretiche di Ignazio.
Diego fu entusiasta dell'esperienza degli esercizi spirituali e decise di unirsi alla comunità di Ignazio. Durante la quaresima del 1537, assieme a Pierre Favre, ascoltò le confessioni dei penitenti a Venezia; fu poi a Treviso con Jean Codure, quindi a Vicenza, dove i sodali decisero di chiamarsi "Compagnia di Gesù".
Diego Hoces non poté far parte del numero dei fondatori dell'ordine perché morì nel 1539 (la Compagnia venne approvata solo l'anno seguente): Ignazio, che si trovava a Montecassino, nella sua autobiografia riferì di aver visto la sua anima salire in cielo.